# クックラひるがの
座標: 北緯35度59分12.7秒 東経136度54分41.9秒 / 北緯35.986861度 東経136.911639度

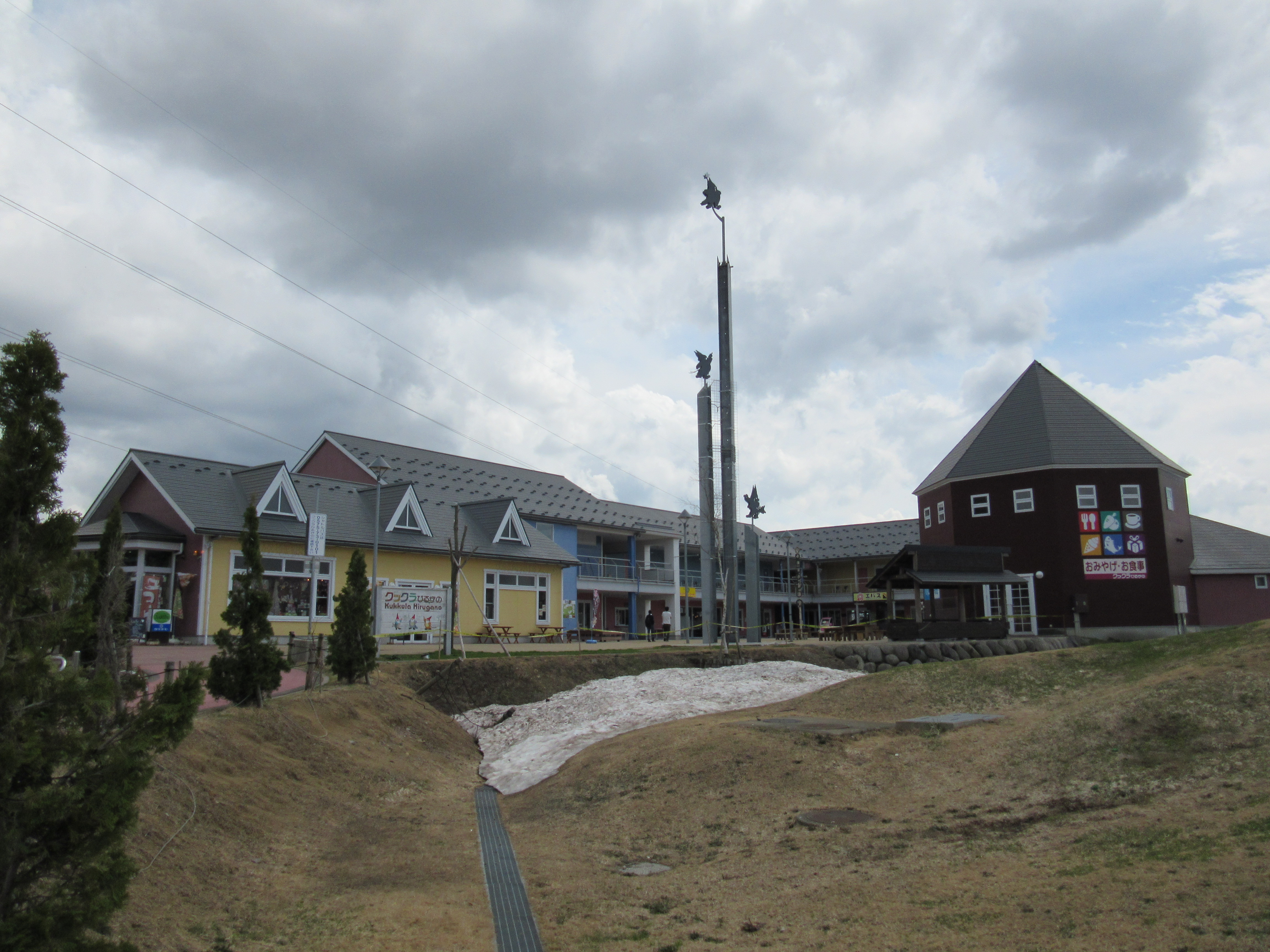
クックラひるがの

クックラひるがの(Kukkula Hirugano)とは、岐阜県郡上市高鷲町鷲見5294-1にある、複合商業施設である。名称のクックラは丘（フィンランド語）を意味する。

## 概要
- 東海北陸自動車道 ひるがの高原SA（上り線）隣に開業した。土産店や飲食施設を備える。ひるがの高原SA内からも徒歩で行く事が出来る。

## 施設概要
- 住所 : 岐阜県郡上市高鷲町鷲見5294-1